# Henderson (Illinois)
Henderson és una població dels Estats Units a l'estat d'Illinois. Segons el cens del 2000 tenia 319 habitants.

## Demografia
Segons el cens del 2000, Henderson tenia 319 habitants, 137 habitatges, i 102 famílies. La densitat de població era de 456,2 habitants/km².
Dels 137 habitatges en un 20,4% hi vivien nens de menys de 18 anys, en un 62,8% hi vivien parelles casades, en un 8% dones solteres, i en un 25,5% no eren unitats familiars. En el 21,2% dels habitatges hi vivien persones soles el 4,4% de les quals corresponia a persones de 65 anys o més que vivien soles. El nombre mitjà de persones vivint en cada habitatge era de 2,33 i el nombre mitjà de persones que vivien en cada família era de 2,6.
Per edats la població es repartia de la següent manera: un 15,7% tenia menys de 18 anys, un 7,2% entre 18 i 24, un 24,1% entre 25 i 44, un 36,4% de 45 a 60 i un 16,6% 65 anys o més.
L'edat mediana era de 47 anys. Per cada 100 dones de 18 o més anys hi havia 102,3 homes.
La renda mediana per habitatge era de 33.636 $ i la renda mediana per família de 39.583 $. Els homes tenien una renda mediana de 35.313 $ mentre que les dones 24.000 $. La renda per capita de la població era de 17.114 $. Aproximadament el 6,3% de les famílies i el 7,9% de la població estaven per davall del llindar de pobresa.

## Poblacions més properes
El següent diagrama mostra les poblacions més properes.